# Rama VII

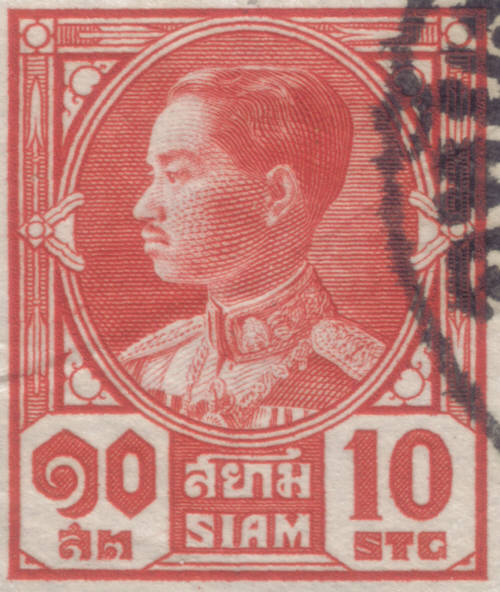
Rama VII (postzegel)

Rama VII of koning Prajadhipok (Bangkok, 8 november 1893 - Compton House, Wentworth (Engeland), 30 mei 1941) was de zevende koning (rama) van de Chakri-dynastie in Thailand. Hij volgde zijn oudere broer Rama VI op na diens dood. Rama VII regeerde van 1925 tot 2 maart 1935.

## De onverwachte koning
Prins Prajadhipok werd geboren in Bangkok, als de zoon van koning Rama V. Er werd niet verwacht dat hij de volgende koning zou worden maar negen maanden vóór de dood van zijn broer, koning Rama VI (Vajiravudh), stierf plots kroonprins en erfzoon Asdang Dejavudh, de prins van Nakhon Ratchasima. Hierdoor werd Prajadhipok de volgende in lijn voor de opvolging. De koninklijke consort Phra Nang Chao Suvadhana raakte echter in verwachting, en als het een jongen was dan zou hij de opvolger worden. Twee dagen voor de dood van koning Vajiravudh beviel zij echter van een dochter.

## Regeerperiode
Tijdens zijn heerschappij vond de grote beurskrach van 1929 plaats die zorgde voor een economische depressie. De effecten hiervan werden ook in Siam gevoeld. Het 150-jarig bestaan van de Chakri dynastie werd gevierd op 6 april 1932, maar twee maanden later volgde de eerste van vele staatsgrepen in Thailand in de 20e eeuw.
Op 28 juni 1932 werd zo de eerste regering van Thailand geïnstalleerd onder Phraya Manopakorn Nithithada. Op 10 december 1932 kreeg Thailand een constitutie en eindigde de absolute monarchie van de Chakri koningen. Thailand is sindsdien een constitutionele monarchie, maar op de achtergrond bleven de koningen vaak veel macht uitoefenen. Een van de belangrijke participanten in deze omwenteling was de latere minister-president veldmaarschalk Plaek Pibul Songkram.

## Aftreden
Op 2 maart 1935 trad koning Prajadhipok af ten gunste van zijn neef, prins Ananda Mahidol (Rama VIII). Hij voerde gezondheidsredenen aan voor zijn troonsafstand, maar hij was het ook oneens met het verliezen van de absolute macht en de opvattingen van de regering. Hij ging naar Engeland en overleed daar op 30 mei 1941. Zijn as werd in 1949 door zijn weduwe, koningin Rambhai Barni, naar Thailand gebracht.